# التقاط الأوتاد
التقاط الأوتاد (بالأردو: نیزہ بازی) (بالإنجليزية: Tent pegging)‏ هي رياضة فروسية ذات أصل قديم، نشأت في آسيا في القرن الرابع قبل الميلاد  وهي واحدة من عشرة تخصصات للفروسية معترف بها رسميًا من قبل الاتحاد الدولي للفروسية. يستخدم المصطلح للإشارة إلى لعبة ركوب للخيل محددة بأهداف أرضية. يمكن أن تلعب اللعبة بشكل فردي أو من خلال فرق مكونة من لاعبَين أو أربعة لاعبين وباستعمال إما الرماح أو السيوف أو الحلقات أو النصاب يدل اسم اللعبة «التقاط الأوتاد» (بالأردو: نیزہ بازی) على ممارسة حربية قديمة حيث كان جنود الخيالة يقتحمون معسكرات الأعداء ويقتلعون أوتاد الخيام باستعمال الرماح ثم يفرون من تقدم المشاة.

## معرض الصور

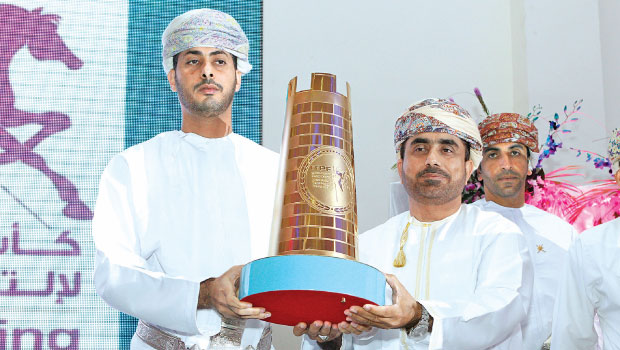
وزير الرياضة العماني يقدم كأس العالم للإلتفاط الأوتاد لعام 2014، رفقة رئيس الفدرالية الدولية للرياضة.
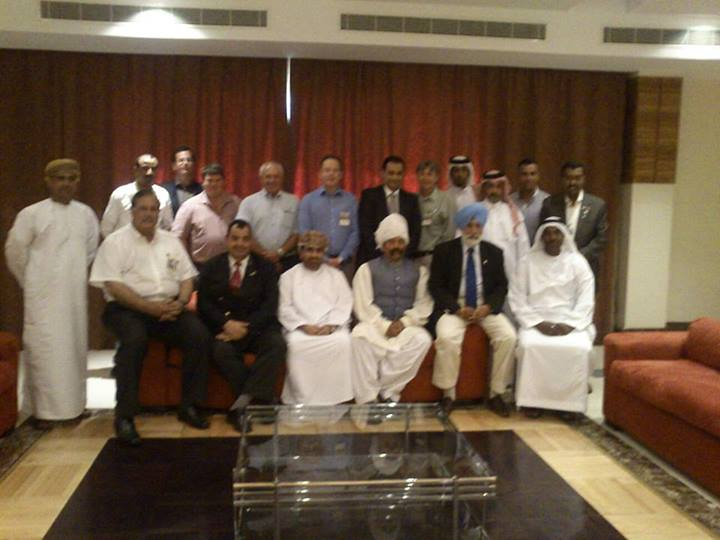
اجتماع للفدرالية الدولية لرياضة التقاط الأوتاد، عمان 2013.
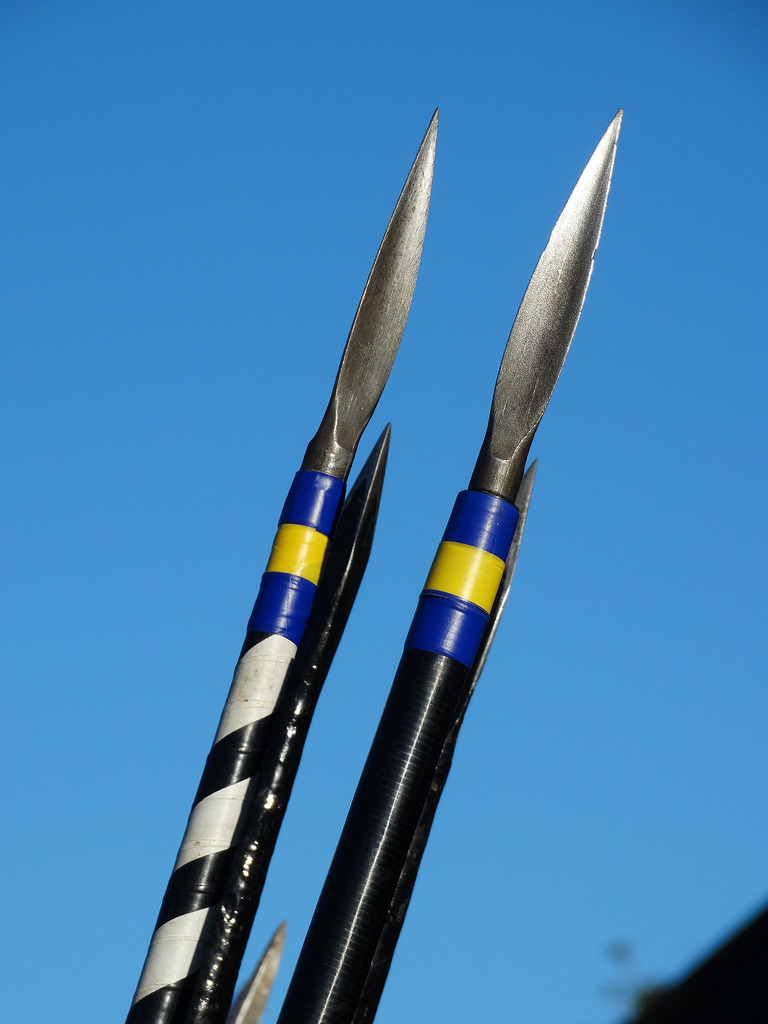
رماح التقاط الأوتاد.
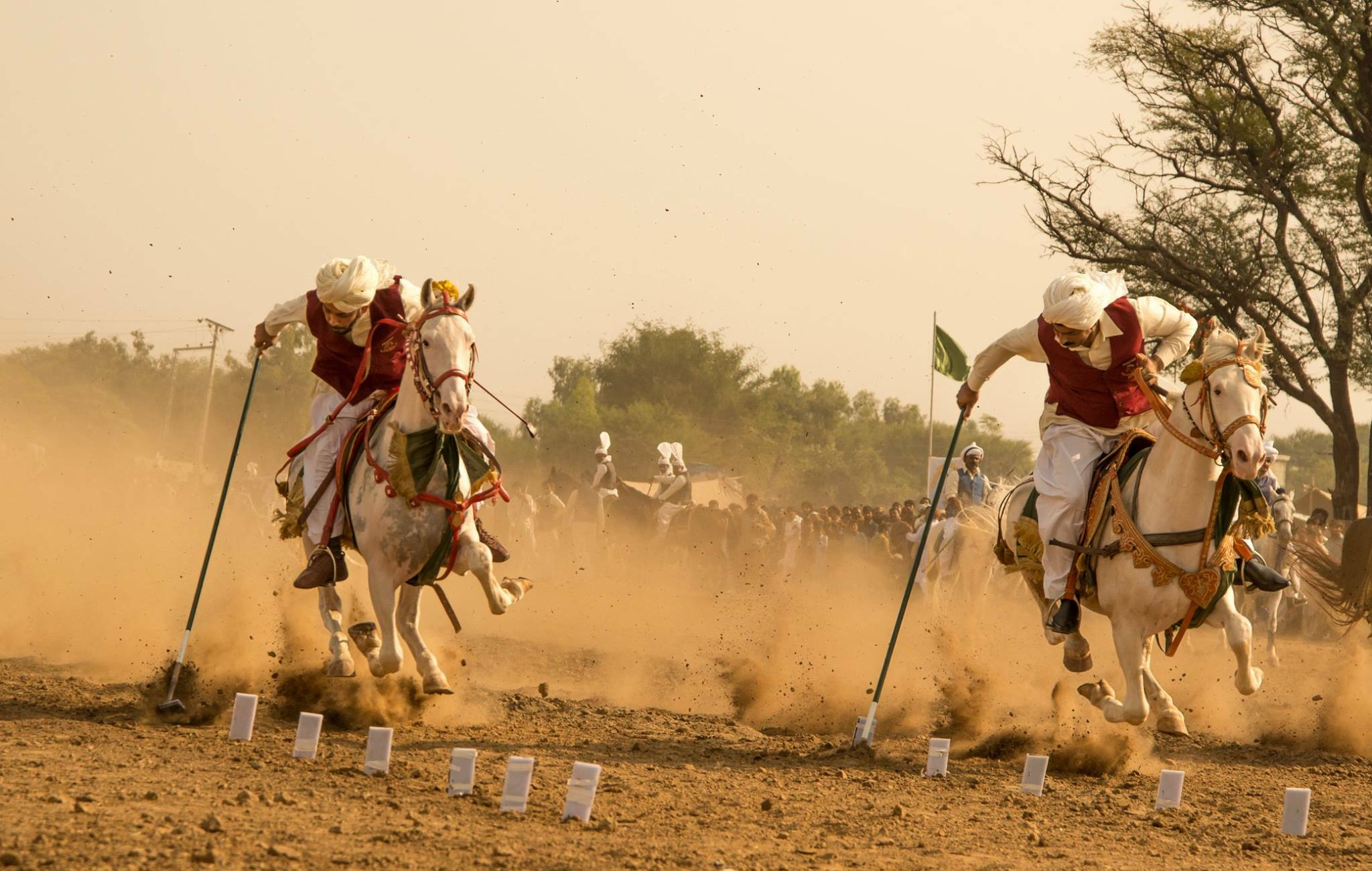
فرسان يمارسون رياضة التقاط الأوتاد.